# Алекс Грей
Алекс Грей (роден на 29 ноември 1953) е американски художник, специализиран в духовното и сюрреалистично изкуство (или ясновиждащо изкуство), което понякога е асоциирано с течението Нова епоха.
Грей е практикуващ Ваджраяна (вж. 4.3 3. Ваджраяна Будизма). Той обхваща няколко различни форми в неконвенционалното и конвеционалното изкуство, включително перформанси, изкуство в действие, инсталации, скулптура, визуално изкуство и живопис. Член е на Интегралния Институт създаден от психолога Кен Уилбър. Също е член на съвета на съветниците на Центъра за познавателни права и етика и ръководител на Департамента за свещено изкуство към Университета за знание. Той и неговата съпруга Алисън Грей са основателите на Параклис на свещените огледала – неправителствена институция, поддържаща ясновиждащата култура в Ню Йорк.

## Биография
Грей е роден като Алекс Велзи на 29 ноември 1953 г. в Кълъмбъс, Охайо. Баща му е графичен дизайнер, който го поощрява да рисува. Младият Алекс събирал насекоми и мъртви животни от квартала и ги погребвал в задния двор. Темите за Смъртта и трансценденталното се преплитат в неговите произведения на изкуството, от най-ранните му рисунки до по-късните му перформанси, живописни платна и скулптури. Записва се в Колумбийския колеж по изкуство и дизайн за две години (1971 – 1973), след което напуска и започва да рисува билбордове в Охайо в продължение на една година (1973 – 1974), след което Грей влиза в Училище за музейно изящно изкуство в Бостън и една година учи с концептуалния художник Джей Ярослав.
В бостънското Училище за музейно изящно изкуство се запознава с бъдещата си съпруга Алисън Римланд Грей. През този период прави серия от ентеогенични стимули за мистични изживявания, които трансформират неговия екзистенциализъм в пълен трансцендентализъм. След това Алекс прекарва 5 години в Медицинското училище на Харвард, работейки в департамента по анатомия, изучавайки човешкото тяло и подготвяйки телата за дисекция. Също така работи в департамента по медицина – ум/тяло с д-р Харбърт Бенсън и д-р Йоан Борисенко, ръководейки научни експерименти за изследване на фините лечебни енергии.
Изучаването на анатомията подготвя Алекс за картината „Свещените огледала“. Когато лекарите виждат неговите „Свещени огледала“, го канят да направи всички медицински илюстрации. Грей работи като илюстратор на изобразителна анатомия и фигуративна скулптура към Нюйоркския унивеситет в продължение на 10 години и преподава курсове по ясновидско/пророческо изкуство със съпругата си Алисън в Отворения център в Ню Йорк, също в Института „Наропа“ в Колорадо, в Калифорнийския институт за интегрални учения, а и в Института „Омега“ в Райнбек, Ню Йорк.
През 1972 г. Грей започва серия от художествени акции, които приличат на „ритуал при преминаване в ново състояние“, представящи фазите на развиващата се душа. Приблизително 50 ритуални перформанса, провеждани през последните 30 години, движейки се през трансформацията от егоцентричната до социоцентричната и прерастващо в светоцентрична и теоцентрична самоличност. Най-новият перформанс е Световен дух – една казана дума, синхронизирана с музиката на Кенджи Уилиамс, който излиза на DVD през 2004 г.
|  | Тази страница частично или изцяло представлява превод на страницата Alex Grey в Уикипедия на английски. Оригиналният текст, както и този превод, са защитени от Лиценза „Криейтив Комънс – Признание – Споделяне на споделеното“, а за съдържание, създадено преди юни 2009 година – от Лиценза за свободна документация на ГНУ. Прегледайте историята на редакциите на оригиналната страница, както и на преводната страница, за да видите списъка на съавторите. ВАЖНО: Този шаблон се отнася единствено до авторските права върху съдържанието на статията. Добавянето му не отменя изискването да се посочват конкретни източници на твърденията, които да бъдат благонадеждни. |